# ۲-یدوکسی‌بنزوئیک اسید
۲-یدوکسی‌بنزوئیک اسید (به انگلیسی: 2-Iodoxybenzoic acid) با فرمول شیمیایی C۷H۵IO۴ یک ترکیب شیمیایی با شناسه پاب‌کم ۳۳۹۴۹۶ است. که جرم مولی آن ۲۸۰٫۰۲ g/mol می‌باشد. 